# Rapotická březina
Rapotická březina je přírodní rezervace v okrese Český Krumlov. Nachází se v Novohradských horách, jižně od Červeného vrchu, při silnici z Malont do Pohorské Vsi, jeden kilometr západně od Pohorské Vsi. Je součástí Ptačí oblasti a Přírodního parku Novohradské hory. Předmětem ochrany je cenný komplex prameništní a rašeliništní vegetace s výraznou břízou (Betula) a řadou ohrožených chráněných druhů rostlin a živočichů.